# 90918 Jasinski
90918 Jasinski este un asteroid din centura principală de asteroizi.

## Descriere
90918 Jasinski este un asteroid din centura principală de asteroizi. A fost descoperit pe 2 august 1997 la Castres de Alain Klotz. Asteroidul prezintă o orbită caracterizată de o semiaxă mare de 2,31 ua, o excentricitate de 0,16 și o înclinație de 4,2° în raport cu ecliptica.